# Новониколаевка (Амурская область)
Новоникола́евка — село в Ромненском районе Амурской области России. Входит в состав Амаранского сельсовета.

## География
Село Новониколаевка стоит в 4 км от левого берега реки Горбыль (левый приток реки Томь).
Село Новониколаевка расположено к востоку от села Ромны. Автомобильная дорога идёт через Братолюбовку, расстояние до районного центра Ромненского района — 22 км.
На юго-восток от села Новониколаевка идёт дорога к сёлам Амаранка и Восточная Нива. Расстояние до административного центра Амаранского сельсовета села Амаранка — 8 км.

## Население
| 2002 | 2010 | 2012 | 2013 | 2014 | 2015 | 2016 |
| ---- | ---- | ---- | ---- | ---- | ---- | ---- |
| 126  | ↘122 | ↘117 | ↗118 | ↘108 | ↘107 | ↘106 |
| 2017 | 2018 |      |      |      |      |      |
| →106 | ↘103 |      |      |      |      |      |

## Улицы
В селе имеется одна улица — Трудовая.